# Públio Cornélio Dolabela (cônsul em 283 a.C.)
Públio Cornélio Dolabela (em latim: Publius Cornelius Dolabella) foi um político da gente Cornélia da República Romana, eleito cônsul em 283 a.C. com Cneu Domício Calvino.

## Consulado (283 a.C.)
Públio Cornélio foi eleito em 283 a.C. com Cneu Domício Calvino. Ele é conhecido por ter derrotado os boios na Batalha do Lago Vadimo, travada em 283 a.C.. Segundo Apiano de Alexandria, atribui-se a ele também a vitória contra os sênones liderados por Britomaro que haviam derrotado e matado Lúcio Cecílio Metelo Denter na Batalha de Arrécio, no anterior, presumivelmente antes da batalha no lago Vadimo. Como há uma lacuna nos Fastos Triunfais desta época, não há registro de um triunfo, ainda que, sem dúvida, deve ter celebrado sua vitória com um.
Ainda segundo Apiano, Dolabela foi morto em 282 a.C., quando os tarantinos atacaram e afundaram uma pequena frota de trirremes sob o comando do almirante Lúcio Valério Flaco. Supõe-se que tenha se afogado ou, depois de ser feito prisioneiro, executado na cidade. Contudo, juntamente com Caio Fabrício Luscino e Públio Emílio, teria sido um dos enviados até o rei Pirro de Epiro como embaixador para negociar o resgate dos prisioneiros feitos na Batalha de Heracleia (280 a.C.).